# Haus der sieben Laster

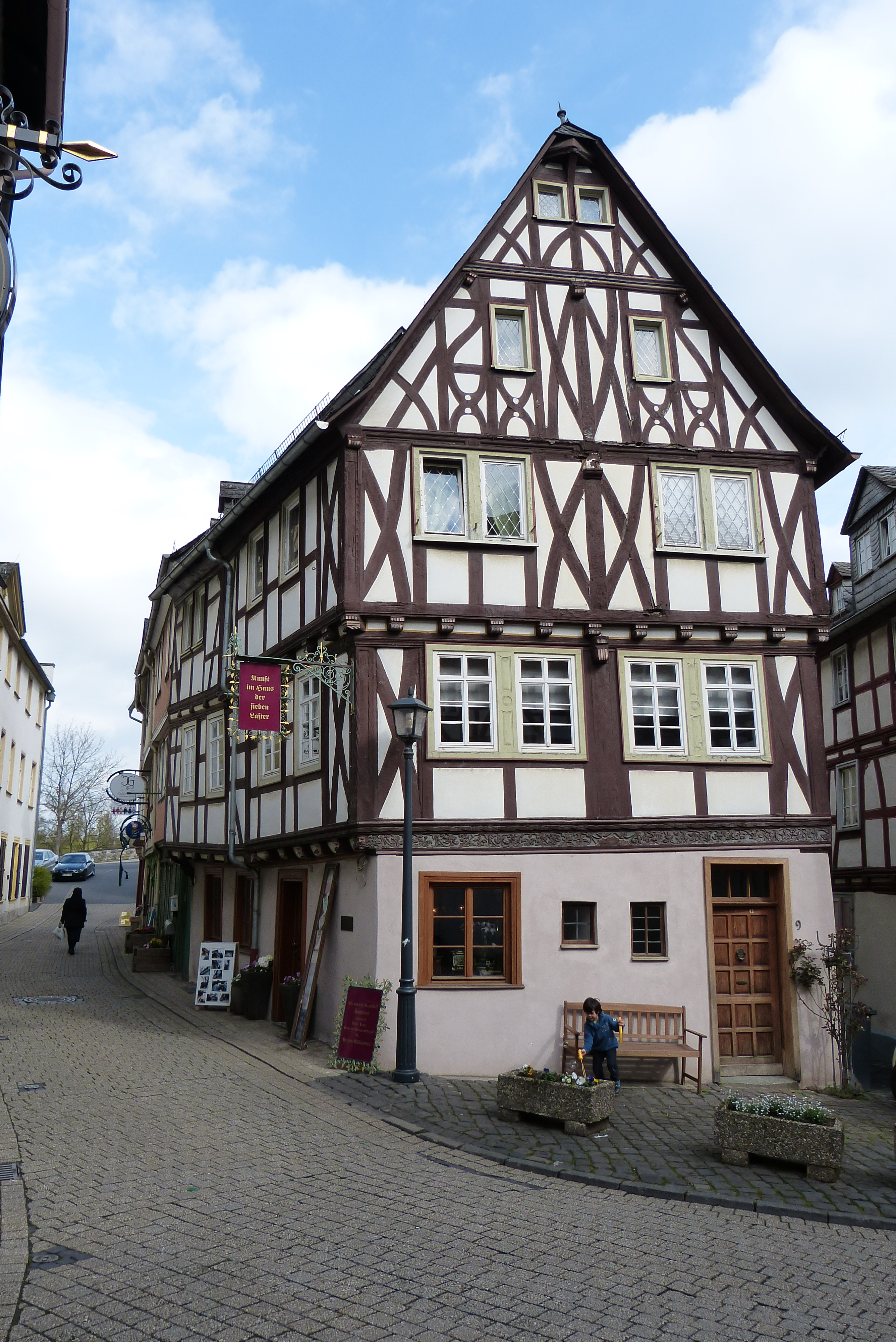
Haus der sieben Laster

Das Haus der sieben Laster ist ein denkmalgeschütztes Fachwerkhaus aus dem 16. Jahrhundert in der Altstadt von Limburg an der Lahn, dessen Fassade von Schnitzereien geziert wird, die allgemein hin als die sieben biblischen Laster Hochmut, Neid, Unmäßigkeit, Geiz, Wollust, Zorn und Trägheit  gedeutet werden.

## Architektur
Das Erdgeschoss des auf drei Seiten freistehenden Hauses besteht aus Bruchstein, auf das 1567 eine Fachwerkkonstruktion aufgesetzt wurde, nachdem das vormals massive Haus teilweise eingestürzt war. Im Sockelbereich der zur Brückengasse hin gelegenen Seite sind die Balkenköpfe mit aufwändigen Schnitzereien verziert.

## Geschichte des Gebäudes
Im Jahr 1679 wurde das Fachwerk vollständig erneuert, was neben historischen Aufzeichnungen auch dendrochronologische Untersuchungen belegen. 1735 gelangte das Haus in den Besitz eines Bau- und Werkmeisters, bevor es ab 1843 ein Farben- und Kolonialwarengeschäft und Anfang des 20. Jahrhunderts ein Schuhgeschäft beherbergte. 1913 erfolgte die Freilegung des Fachwerks. Im Jahr 2001 erwarb es ein aus Schweden stammendes Ehepaar, restaurierte das Haus im Originalzustand und richtete ein kleines Kunstmuseum ein.